# Дрейкотт
Дре́йкотт (англ. Draycott) — поселення в районі Еруош графства Дербішир, Англія. Воно розташований приблизно за 10 км., на схід від Дербі та за 5 км., на південний захід від Лонг-Ітона. Дрейкотт є частиною цивільної парафії Дрейкотт і Черч Вільне. Згідно з переписом 2011 року населення цієї цивільної парафії становило 3090 осіб. Звивисте русло річки Дервент утворює південно-західну межу парафії.
Маршрут каналу Дербі все ще можна простежити через парафію. Потяги на магістралі Мідленда проходять через село, але залізнична станція Draycott зараз закрита. Неподалік знаходиться замок Ельвастон.

## Історія
Назва Дрейкотт походить від схожих на слова dry coat, оскільки село розташоване на північ від річки Дервент і водосховища Church Wilne. У сезон особливо дощів село затоплювалося, звідси й назва Dry Coat («Сухе пальто»).
До відомої місцевої родини, яка отримала назву від села, входив видатний ірландський суддя Генрі Дрейкотт (1510-1572).